# Hélène Landry
Hélène Landry, verh. Labelle, (getauft 12. Juni 1905 in Ottawa; gestorben 20. August 1992 in Quebec City) war eine kanadische Pianistin und Musikpädagogin.

## Leben
Hélène Landry war das älteste Kind von Henri Landry († 1946), einem Angestellten der nationalen kanadischen Druckerei, und seiner Ehefrau Alma geb. Tremblay. Ihr Bruder Jacques Landry nahm später als Skispringer an den Olympischen Spielen 1932 teil und wurde 1937 kanadischer Meister.
Landry studierte an dem von Henry Puddicombe geleiteten Canadian Conservatory of Music in Ottawa und erhielt dort das Lehr- und Konzertdiplom als Pianistin. In den 1920er Jahren gab sie Konzerte und vervollkommnete über drei Jahre ihre Ausbildung in Paris bei Alfred Cortot. Nach einem Abschluss an der École normale de musique de Paris studierte sie Klavier bei Yves Nat und Harmonielehre bei Nadia Boulanger.
Nach ihrer Rückkehr nach Kanada wurde Landry 1931 Studiendirektorin an der Musikschule der Universität Ottawa. Am Conservatoire de musique du Québec unterrichtete sie seit dessen Gründung 1944 bis in die 1960er Jahre. Zu ihren Schülern zählen Françoys Bernier, Léon Bernier, Victor Bouchard, François Dompierre, Janine Lachance, Bernard Jean und Lorraine Vaillancourt.
Landry starb 1992 im Alter von 87 Jahren. Sie war seit 1938 mit Jean Paul Labelle verheiratet.